# Dorff
Dorff is een plaats in de Duitse gemeente Stolberg (Rheinland), deelstaat Noordrijn-Westfalen, en telt 600 inwoners.

## Geschiedenis
Dorff werd in 1178 voor het eerst schriftelijk vermeld, als Dorp. Tot 1793 behoorde het tot de Abdij van Kornelimünster. De nederzetting ontwikkelde zich rond een kasteel, de Burcht Schwarzenburg, waarvan slechts de poort nog overgebleven is. In 1688 werd deze burcht door Franse troepen verwoest.
In 1756 werd er een kapel gesticht die gewijd was aan Onze-Lieve-Vrouw, en in 1867 kwam er een kerk.

## Bezienswaardigheden
- Onze-Lieve-Vrouw-Onbevlekt-Ontvangenkerk.
- Toegangspoort Burg Schwarzenburg
- Oude lindeboom Dorffer Linde, ongeveer 500 jaar oud
- Diverse huizen in blauwe hardsteen
- Wegkruis

## Natuur en landschap
Dorff ligt op ongeveer 260 meter hoogte

## Nabijgelegen kernen
Krauthausen, Breinig, Büsbach, Kornelimünster